# Lars Kaderali
Lars Kaderali (* 24. August 1974 in Langen) ist ein deutscher Bioinformatiker.

## Leben
Von 1995 bis 2001 absolvierte er ein Diplomstudium an der Universität zu Köln und von 2001 bis 2006 ein Promotionsstudium der Informatik (Bioinformatik) an der Universität zu Köln, Zentrum für Angewandte Informatik und Bioinformatik-Zentrum der Universität zu Köln. Von 2011 bis 2015 war er Professor für Statistische Methoden der Bioinformatik an der TU Dresden. Seit 2015 ist er Professor für Bioinformatik in Greifswald.
Seine Forschungsschwerpunkte sind Methodenentwicklung für die Analyse von molekularen und zellularen experimentellen Hochdurchsatz-Daten, mathematische Modellierung und Analyse von komplexen Prozessen in der Molekular- und Zellbiologie und statistische Auswertungsalgorithmen und maschinellen Lernverfahren in Bioinformatik und Systembiologie.
Am 10. Dezember 2021 wurde er in den neugebildeten Corona-Expertenrat der Bundesregierung berufen.